# Preah Netr Preah
Preah Netr Preah es uno de los ocho distritos que forman la provincia camboyana de Banteay Mean Chey, con una población estimada en marzo de 2008 de 87 089 habitantes. Está dividido en las siguientes  comunas (khum), que se muestran asimismo con población estimada de 2008:
- Bos Sbov 10,838
- Chhnuor Mean Chey 5,713
- Chob Veari 12,957
- Phnum Lieb 14,718
- Prasat 6,318
- Preah Netr Preah 12,658
- Rohal 8,469
- Tean Kam 3,315
- Tuek Chour 12,103[1]